# ATS-6

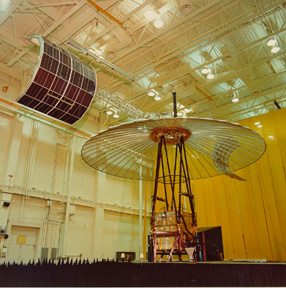
Satellite ATS-6 en test radiofréquence

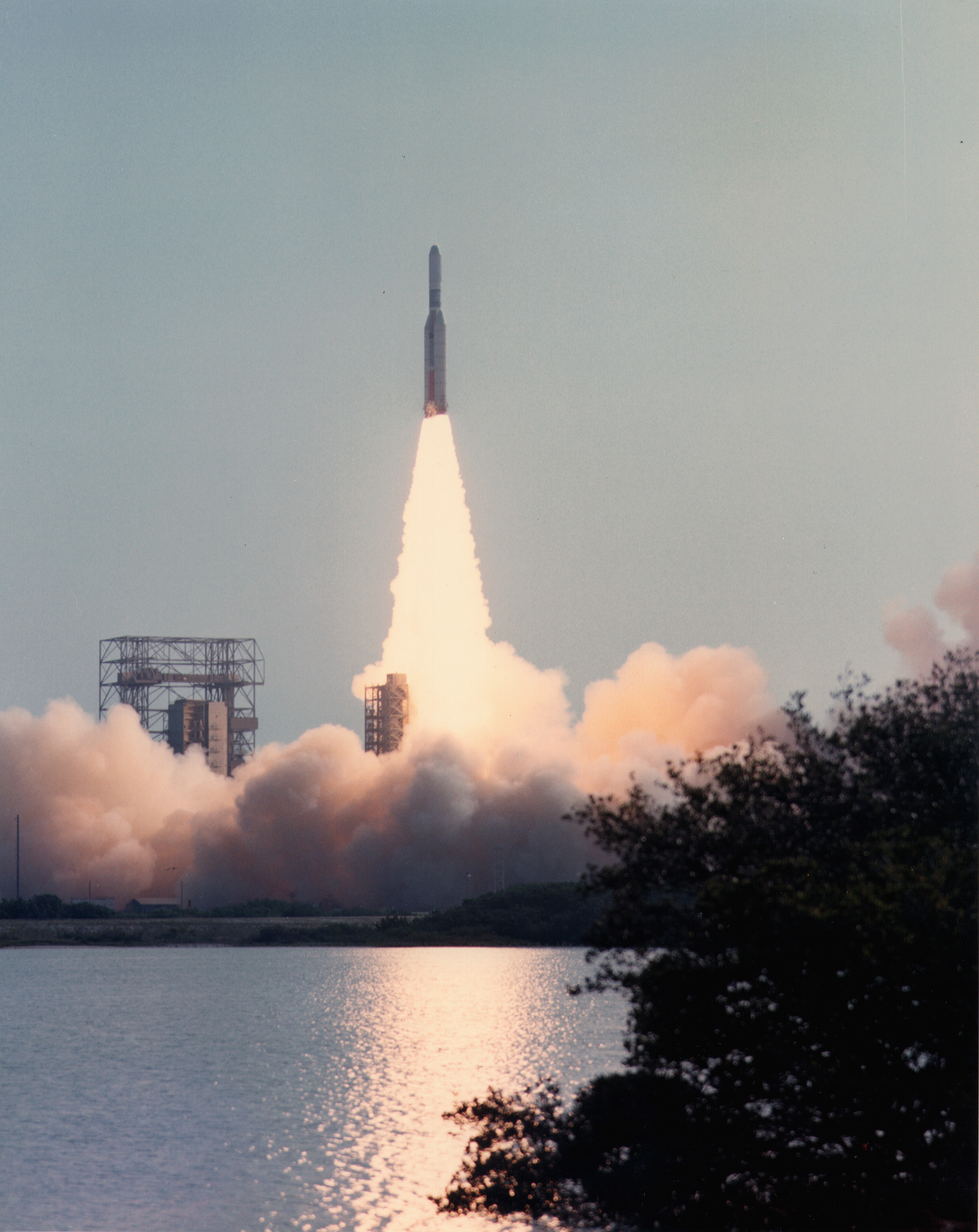
Lancement du Satellite ATS-6

ATS-6 (Application Technology Satellite-6, Satellite d'applications Technologique 6), était un  satellite expérimental de la NASA, construit par Fairchild Space and Electronics Division (en) lancé le 30 mai 1974, et en fin de vie en juillet 1979. Ce fut le premier satellite géostationnaire stabilisé 3-axes, le premier satellite de télévision directe. Au moment de son lancement, c'était le plus puissant satellite de télécommunications. Ce satellite embarquait pas moins de 23 expériences différentes, dans les domaines de la transmission, de la propagation, de la physique des particules et de la météorologie. Entre autres innovations, il comportait une antenne déployable de 9 mètres de diamètre, ainsi qu'un système de propulsion électrique. Il comportait également un radiomètre, précurseur des instruments de météorologie embarqués sur satellite.

## Mise en orbite géostationnaire
ATS-6 a été lancé le 30 mai 1974 par un lanceur Titan III C directement en orbite géostationnaire. Cette technique a permis de limiter les propergols à bord à moins de 40 kg (pour une masse au lancement totale de près de 1 400 kg). La précision de l'injection a permis de limiter la consommation de propergols pour la mise à poste à 9 kg. Ceci a permis de porter la durée de vie de 2 à 5 ans, malgré les pannes du système de propulsion électrique (la consommation de propergols étant de 1,6 kg par an).

## Structure, sous système électrique et système d'antennes
L'une des innovations d'ATS-6 était d'embarquer une antenne déployable de plus de 9 m de diamètre. Cette antenne était repliée sous la coiffe du lanceur pendant le lancement, et se déploya en orbite de façon analogue à un parapluie. Le réflecteur était constitué de 48 "baleines" en aluminium articulées, supportant une résille de Dacron métallisé.
Les sources d'antenne (en bande C, S, L, UHF et VHF) étaient placées sur un module face terre, relié au réflecteur et aux panneaux solaires par une structure en composite renforcé par des fibres de carbone (CFRP).
Les panneaux solaires étaient montés sur deux bras déployables, sur des surfaces hémicylindriques, de sorte que la surface éclairée était relativement constante, bien que les panneaux solaires soient fixes. La puissance électrique générée était de 595 W en début de vie. La puissance électrique en éclipse était fournie par deux batteries nickel-cadmium de 15 Ah, sur un bus régulé de 30,5 V. Les dimensions maximales du satellite en orbite étaient de 15,8 m par 8,2 m.

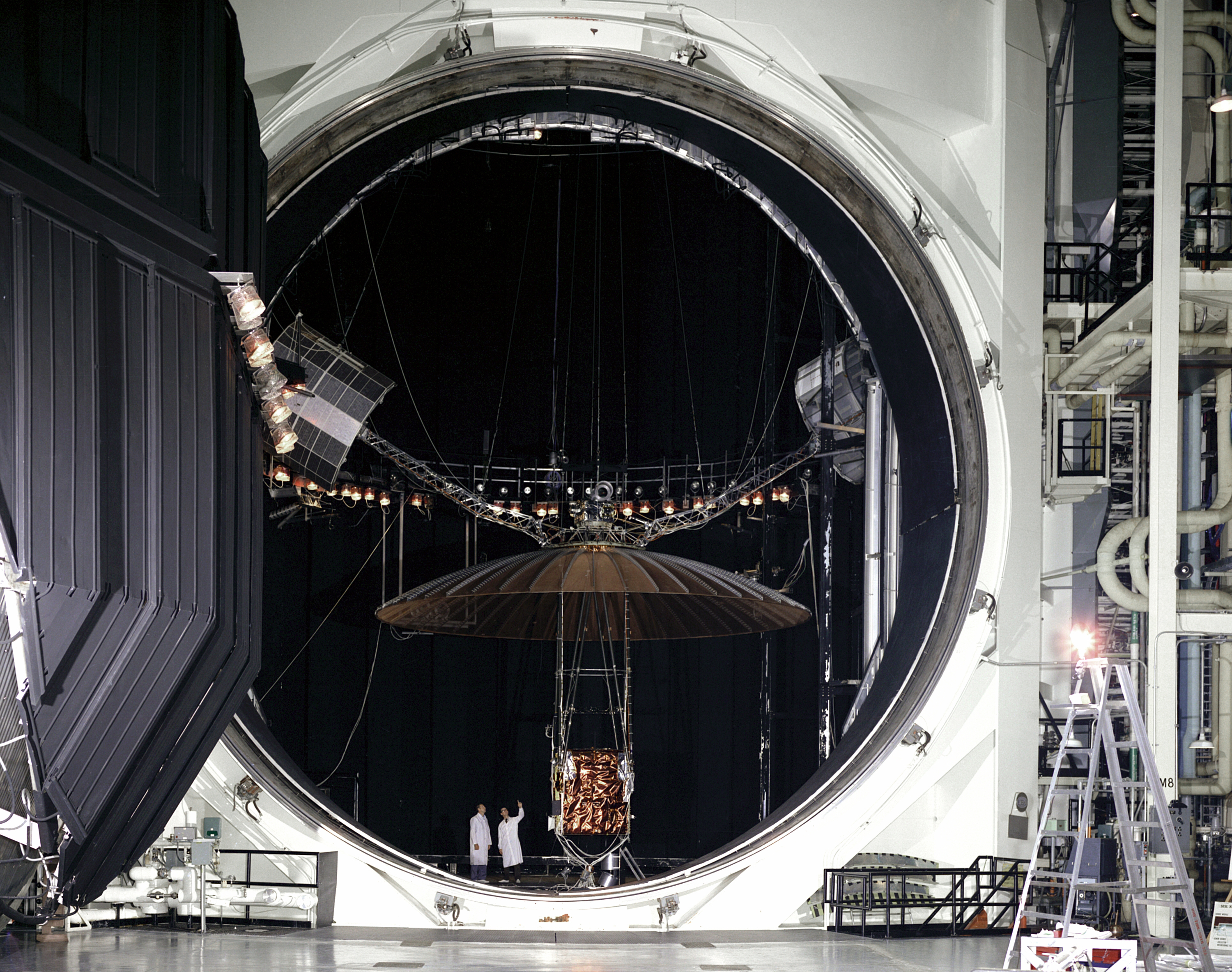
ATS-6 dans la grande chambre à vide du Johnson Space Center après un essai de déploiement de l'antenne

## Stabilisation 3 axes
L'une des principales innovations d'ATS-6 était son système de stabilisation et de pilotage 3 axes, capable d'un pointage fin (mieux que 0,1° en utilisant les senseurs bord, jusqu'à 0,002° en utilisant un interféromètre radio fréquence). Par ailleurs le satellite était capable d'un dépointage à taux contrôlé, pour pouvoir suivre des satellites défilant en orbite basse, à l'aide d'une mesure d'écartométrie en bande S, ainsi que de déterminer l'orbite du satellite en orbite basse. Cette expérience préfigure le système opérationnel TDRSS
Ce sous-système de contrôle d'attitude était constitué de capteurs de Terre, solaires (pointage grossier et fin), d'un viseur d'étoiles orienté en direction de l'Étoile polaire, de 3 gyro-senseurs redondés. Les données des senseurs étaient traitées par 2 calculateurs numériques, ainsi que par un calculateur analogique de secours (ce calculateur n'a pas eu à être utilisé pendant la mission). Les actuateurs étaient constitués par 3 roues à inertie, et par les tuyères de la propulsion à gaz chauds (monopropergol, hydrazine).
L'une des roues étant tombée en panne en juin 1975, la mission fut poursuivie en utilisant les 2 roues fonctionnelles et les propulseurs). Il était également possible d'utiliser comme senseur d'attitude l'une des mesures d'écartométrie RF (1 en bande C, 1 en bande S).

## Radiomètre
ATS-6 était doté d'un radiomètre de très haute résolution (pour l'époque). Ce radiomètre fonctionnait sur deux canaux : infra-rouge (10,5 à 12,5 µm) et visible (0,55 à 0,75 µm). Les images produites couvraient l'ensemble du disque terrestre, avec une résolution de 2400 pixels par 1200 lignes (pixel de 11 km en infra-rouge, et de 5,5 km en visible). Le détecteur IR était refroidi passivement à 115 K, le détecteur visible maintenu à 300 K. Une image complète du disque terrestre était transmise en 25 minutes. Plusieurs centaines d'images furent prises et transmises au sol, jusqu'à ce qu'un composant mécanique du radiomètre tombe en panne et mette fin à cette expérimentation, deux mois et demi après le lancement.

## Missions de télécommunications

Zone couverte dans l'expérience SITE

La principale mission d'ATS-6 était de valider les possibilités de télédiffusion directe par satellite. À cette fin, outre l'antenne, le satellite était équipé d'une charge utile complexe capable de recevoir en bande VHF, C, S et L, et d'émettre au moyen d'émetteurs à transistors de 20 W en bande S (2 GHz), 40 W en bande L (1 650 MHz), d'un émetteur de 80 W en UHF (860 MHz) utilisé pour l'expérience de télévision directe SITE (voir plus bas), et d'ATOP de 20 W en bande C (4 GHz). L'antenne produisait deux spots couvrant au total plus de 400 000 km2. Dans ces zones, la réception était possible avec des antennes de 3 m de diamètre. Cet ensemble a été utilisé tout d'abord sur les États-Unis pour des expériences de télé-éducation et de télé-médecine, d'août 1974 à mai 1975. Le satellite fut ensuite déplacé sur l'arc orbital depuis 94° Ouest vers 35° Est. En coopération avec l'agence indienne de l'espace (ISRO), qui avait déployé en Inde 2500 stations de réception, un programme de télé-éducation (Satellite Instructional Television Experiment (en) ou SITE) fut expérimenté pendant 1 an. Cette expérience fut un grand succès et conduisit à un programme opérationnel indien avec le satellite INSAT IB (lancé en 1983). Par la suite, le satellite fut ramené au-dessus des États-Unis, pour servir notamment de relais à des satellites en orbite basse (Nimbus 6), ainsi que pour le vol Apollo-Soyouz

## Propulsion électrique
ATS-6 était équipé de deux propulseurs utilisant un jet d'ions de césium, destinés au maintien à poste nord-sud. Chacun de ces propulseurs de 16 kg, consommant 150 W, devait fournir une poussée de 4 mN, avec une impulsion spécifique de 2500 s. Le césium embarqué devait permettre une poussée pendant 4 400 heures. Malheureusement, à la suite d'une erreur de conception (difficilement identifiable au sol), le premier propulseur ne put être redémarré après une première période de fonctionnement de 1 heure. De façon identique, le deuxième ne put être redémarré après une période de fonctionnement satisfaisante de 95 heures. Cependant, certains des objectifs de cette expérience purent être atteints, notamment la vérification de la poussée obtenue, l'absence d'interférences radioélectriques avec aucune des charges utiles (de 150 MHz à 6 GHz), l'absence de re-déposition du césium sur le satellite, ainsi que la neutralisation correcte du satellite par rapport au plasma environnant.

## Expériences de physique des particules
ATS-6 embarquait plusieurs expériences de physique des particules en orbite géostationnaire. La plus importante était une mesure de protons de faible énergie (de 25 keV à 3,6 MeV), ainsi que de détection d'ions lourds (jusqu'à 6 MeV). Cette dernière expérience a permis de détecter les premiers ions lourds (Z > 6) avec une énergie E > 4 MeV, en orbite géostationnaire.

## Expériences de propagation
Enfin, ATS-6 embarqua plusieurs balises, permettant de mesurer la propagation des ondes électromagnétiques à travers l'atmosphère, à 13, 18, 20 et 30 GHz.